# Heterogamia
Heterogamia é o tipo de reprodução sexuada em que os gametas são diferentes. Pode ser do tipo anisogamia, onde os gametas são diferentes no aspecto morfológico (tamanho), sendo o feminino maior que o masculino, porém ambos são móveis; também pode ser do tipo oogamia, onde existem duas diferenças: uma morfológica (tamanho) e outra fisiológica (motilidade ou mobilidade), em que o gameta feminino é maior e imóvel, e o masculino, menor e móvel.
A oogamia é o tipo de reprodução encontrado nos animais vertebrados, plantas terrestres e algumas algas.